# Uwe Groothuis
Uwe Groothuis (* 16. Mai 1954 in Emden) ist ein ehemaliger deutscher Fußballspieler und aktueller -trainer.

## Karriere

### Als Spieler
Groothuis begann mit dem Fußball im Alter von neun Jahren bei Kickers Emden. Erst als 25-Jähriger wurde er bei einem Probetraining vom Zweitligisten OSC Bremerhaven entdeckt und verpflichtet. In der Saison 1977/78 absolvierte er neun Spiele in der 2. Bundesliga, sein Debüt gab er am 28. Juli 1977 (1. Spieltag) gegen Hannover 96. Die Bremerhavener stiegen jedoch nach nur einer Saison wieder ab in die Oberliga. Nach vier weiteren Jahren in Bremerhaven, in denen sich Groothuis nicht durchsetzen konnte, und zwei Jahren beim TSR Olympia Wilhelmshaven, kehrte er schließlich zurück nach Emden. In seiner zweiten Saison wurde er dort Mannschaftskapitän und hatte damit großen Anteil an dem Aufstieg in die Oberliga Nord 1991. In diesem Jahr wurde er daraufhin auch zu Niedersachsens Fußballer des Jahres gewählt.

### Als Trainer
Nach dem Ende seiner Karriere wurde Groothuis zunächst Co-Trainer bei den Kickers aus Emden unter Jürgen Bogs und Alfons Weusthoff. In der Saison 2001/02 übernahm er für acht Monate interimsweise den Trainerposten, bevor er im Anschluss unter dem neuen Coach Michael Krüger wieder Co-Trainer wurde. 
Von 2005 bis zum Ende der Saison 2009/10 trainierte Groothuis die U-19-Junioren von Kickers Emden, mit denen ihm 2009 der Gewinn der Meisterschaft in der A-Jugend-Niedersachsenliga und der damit verbundene Aufstieg in die zweitklassige A-Jugend-Regionalliga gelang. Zur Saison 2010/11 übernahm er nach dem Rücktritt von Johann Lünemann erneut die erste Mannschaft der Kickers, um den Klassenerhalt in der Oberliga Niedersachsen zu sichern. Er war zudem Jugendkoordinator der Emder. Nach der Eröffnung des Insolvenzverfahrens bei Kickers Emden im Februar 2012 und dem damit verbundenen Zwangsabstieg in die Landesliga zur Saison 2012/13 verfolgte der Vorstand der Kickers einen Sparkurs, dem auch Groothuis zum Opfer fiel. Er wurde durch den bisherigen A-Jugend-Trainer Yasin Turan ersetzt.
Zur Saison 2012/13 wurde Groothuis für zunächst ein Jahr Trainer des Kreisligisten TuS Middels aus Aurich-Middels. Bereits in der ersten Saison unter Groothuis gelang der Aufstieg in die Bezirksliga.